# Trò chơi

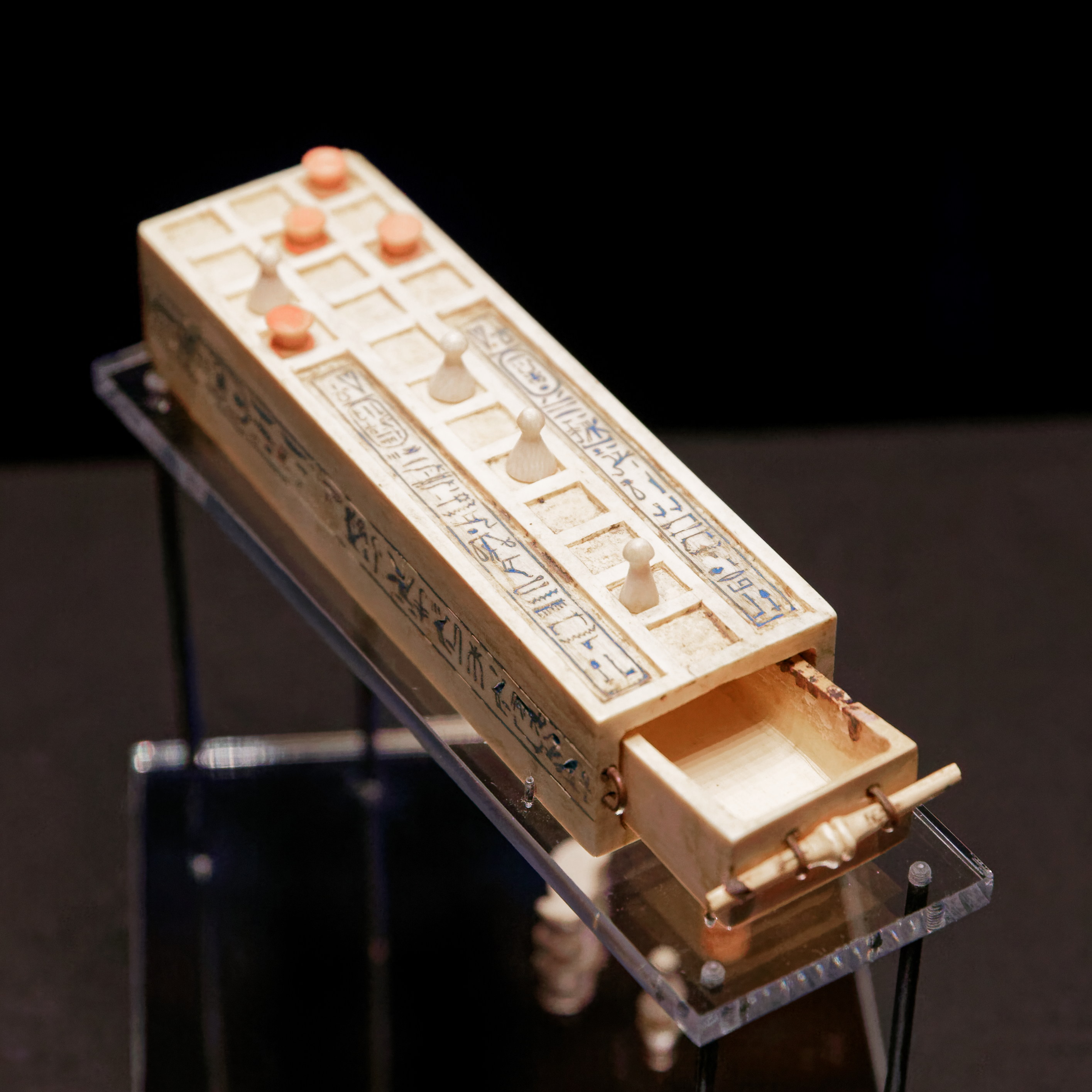
Bàn chơi trò chơi bằng ngà voi của Ai Cập cổ đại trong triển lãm kho báu của Tutankhamun ở Paris (2019)

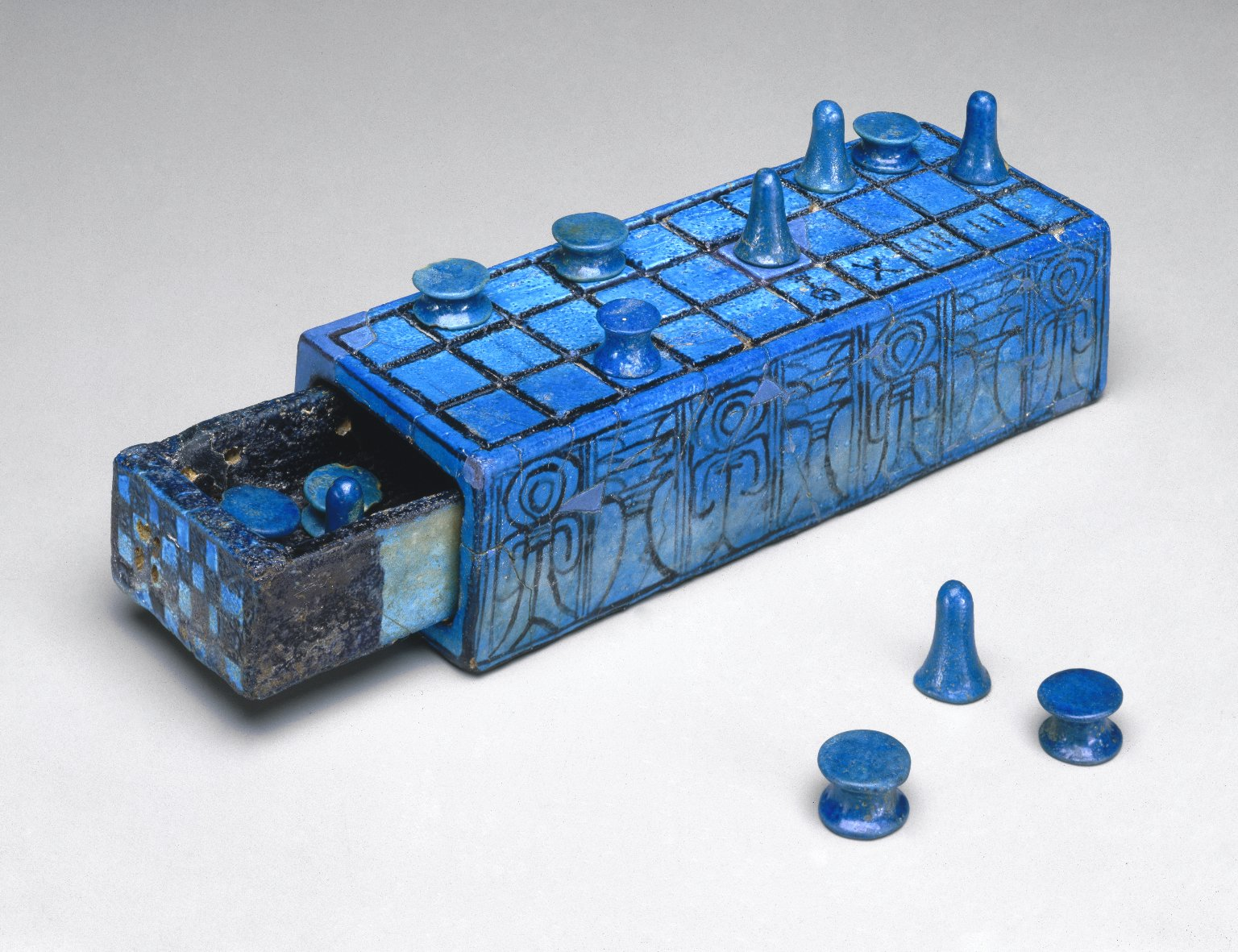
Bảng chơi game Ai Cập cổ đại được khắc cho Amenhotep III với ngăn kéo trượt riêng biệt, từ 1390–1353 TCN, làm bằng kính tráng men, kích thước: 5,5 × 7,7 × 21 cm, trong Bảo tàng Brooklyn (Thành phố New York)

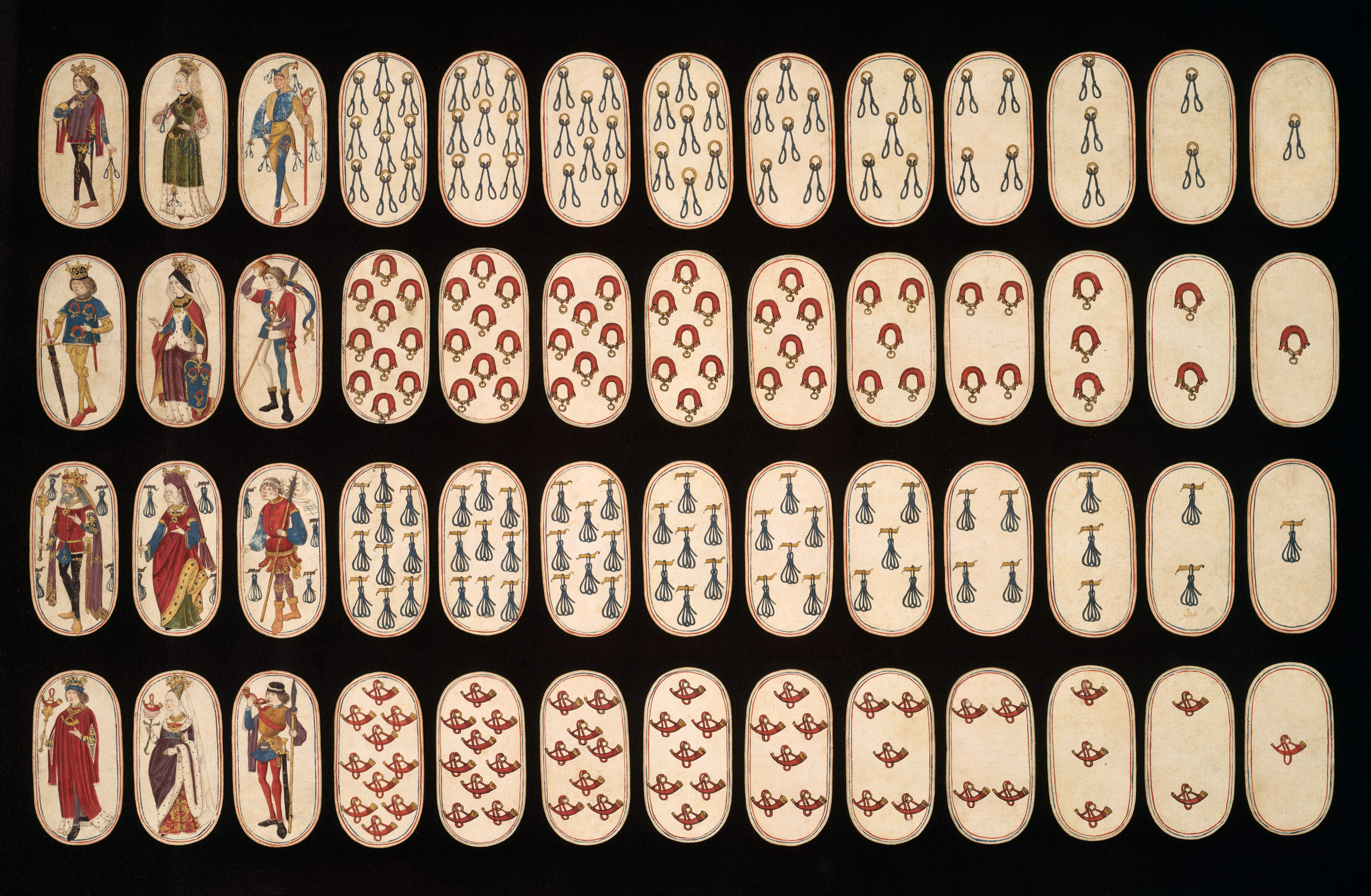
Bộ bài đầy đủ lâu đời nhất được biết đến, Bộ bài săn bắn Flemish, vào khoảng năm 1475-1480, với giấy và bút, mực, sơn mờ, tráng men, tráng bạc và vàng, trong Bảo tàng Nghệ thuật Metropolitan từ Thành phố New York

Trò chơi trẻ em, tranh 1560 của Pieter Bruegel the Elder

Bàn chơi trò chơi, khoảng năm 1735, gỗ và ngà voi, tổng thể: 78,7 x 94 x 54,6 cm, Bảo tàng Nghệ thuật Cleveland (Cleveland, Ohio, Hoa Kỳ)

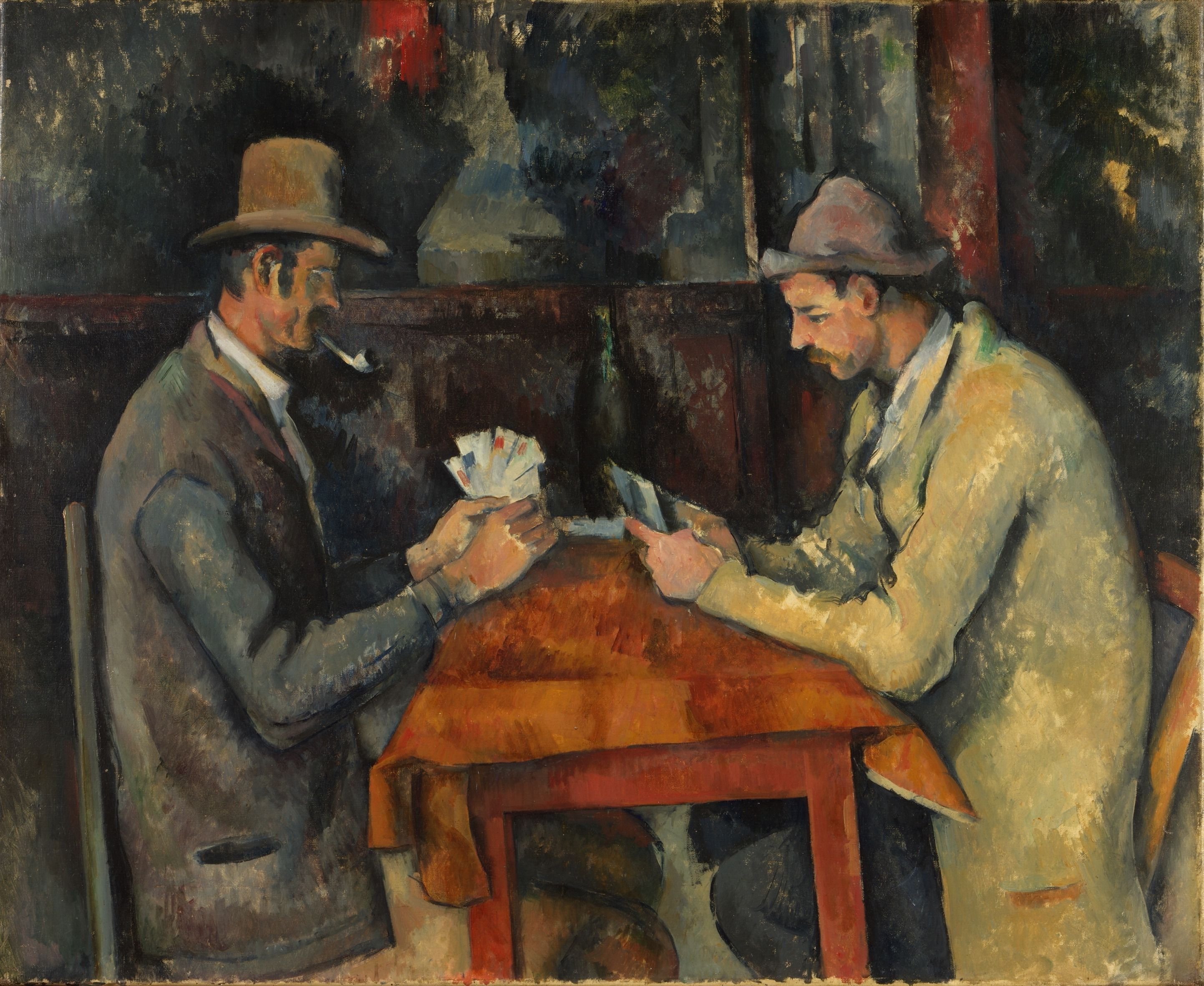
Những người chơi bài, một bức tranh năm 1895 của Paul Cézanne mô tả một trò chơi bài, ở Viện nghệ thuật Courtauld (London)

Trò chơi là một hình thức có cấu trúc của việc chơi đùa, thường thực hiện nhằm mục đích giải trí hay vui vẻ, và đôi khi được sử dụng như một công cụ giáo dục. Trò chơi khác biệt với công việc, thường thực hiện để nhận thù lao, và nghệ thuật, hay biểu hiện của các yếu tố thẩm mỹ hoặc tư tưởng. Tuy nhiên, sự phân biệt này là không rõ ràng và nhiều trò chơi cũng được coi là công việc (chẳng hạn như người chơi thể thao chuyên nghiệp hoặc trò chơi có khán giả) hoặc nghệ thuật (chẳng hạn như trò chơi ghép hình hoặc trò chơi có bố cục nghệ thuật như mạt chược, solitaire, hoặc một số trò chơi điện tử).
Các trò chơi đôi khi được chơi hoàn toàn để thưởng thức, đôi khi để đạt được thành tích hoặc phần thưởng. Chúng có thể được chơi một mình, theo nhóm hoặc trực tuyến; với những người chơi nghiệp dư hoặc chuyên nghiệp. Những người chơi có thể có khán giả là những người không phải người chơi, chẳng hạn như khi mọi người giải trí bằng cách xem giải vô địch cờ vua. Mặt khác, người chơi trong một trò chơi có thể trở thành khán giả của riêng họ khi đến lượt chơi của họ. Thông thường, một phần giải trí cho trẻ em khi chơi trò chơi là quyết định xem ai là khán giả và ai là người chơi.
Các thành phần chính của trò chơi là mục tiêu, quy tắc, thử thách và tương tác. Các trò chơi thường liên quan đến kích thích tinh thần hoặc thể chất, và thường là cả hai. Nhiều trò chơi giúp phát triển các kỹ năng thực hành, phục vụ như một hình thức tập thể dục hoặc thực hiện một vai trò giáo dục, mô phỏng hoặc tâm lý.
Ghi nhận sớm nhất vào năm 2600 trước Công nguyên, trò chơi là một phần phổ biến trong trải nghiệm của loài người và có mặt ở tất cả các nền văn hóa. Trò chơi Hoàng gia của Ur, Senet và Mancala là một số trò chơi lâu đời nhất từng biết đến.

## Định nghĩa

### Ludwig Wittgenstein
Ludwig Wittgenstein có lẽ là nhà triết học hàn lâm đầu tiên đề cập đến định nghĩa của từ trò chơi. Trong tác phẩm Philosophical Investigations của ông, Wittgenstein lập luận rằng các yếu tố của trò chơi, chẳng hạn như cách chơi, luật chơi và sự cạnh tranh, tất cả đều không xác định được đầy đủ trò chơi là gì. Từ điều này, Wittgenstein kết luận rằng mọi người áp dụng thuật ngữ trò chơi cho một loạt các hoạt động khác nhau của con người chỉ mang lại cho nhau cái mà người ta có thể gọi là tương đồng gia đình. Như các định nghĩa trò chơi sau đây cho thấy, kết luận này không phải là kết luận cuối cùng và ngày nay có nhiều triết gia, như Thomas Hurka, cho rằng Wittgenstein đã sai và định nghĩa của Bernard Suits là một câu trả lời tốt cho vấn đề.

### Roger Caillois
Nhà xã hội học người Pháp Roger Caillois, trong cuốn sách Les jeux et les hommes (Trò chơi và con người), đã định nghĩa trò chơi là một hoạt động phải có các đặc điểm sau:
- vui vẻ: hoạt động được chọn cho tính cách nhẹ nhàng của nó
- riêng biệt: nó được khoanh tròn về thời gian và địa điểm
- không chắc chắn: kết quả của hoạt động là không thể lường trước được
- phi năng suất: tham gia không đạt được bất cứ điều gì hữu ích
- bị chi phối bởi các quy tắc: hoạt động có những quy tắc khác với cuộc sống hàng ngày
- hư cấu: nó đi kèm với nhận thức về một thực tế khác

### Chris Crawford
Nhà thiết kế trò chơi Chris Crawford đã định nghĩa thuật ngữ này trong ngữ cảnh của máy tính. sử dụng một loạt các phép phân chia có/không:
1. Sự thể hiện sáng tạo là nghệ thuật nếu được tạo ra vì vẻ đẹp riêng của nó và giải trí nếu được tạo ra vì tiền.
2. Một tác phẩm giải trí là một món đồ chơi nếu nó có tính tương tác. Phim và sách được trích dẫn như những ví dụ về giải trí không tương tác.
3. Nếu không có mục tiêu nào liên quan đến vật để chơi, thì đó là đồ chơi (Crawford lưu ý rằng theo định nghĩa của mình, (a) một món đồ chơi có thể trở thành một yếu tố trò chơi nếu người chơi đưa ra các quy tắc, và (b) The Sims và SimCity là đồ chơi, không phải trò chơi). Nếu nó có mục tiêu, một món đồ chơi là một thách thức.
4. Nếu một thử thách không có "tác nhân tích cực chống lại người mà bạn cạnh tranh", thì đó là một câu đố; nếu có một, đó là một xung đột (Crawford thừa nhận rằng đây là một bài kiểm tra chủ quan. Trò chơi điện tử với trí tuệ nhân tạo thuật toán đáng chú ý có thể được chơi như câu đố; chúng bao gồm các mô hình được sử dụng để tránh ma trong Pac-Man).
5. Cuối cùng, nếu người chơi chỉ có thể vượt trội hơn đối thủ, nhưng không tấn công họ để can thiệp vào hoạt động của họ, xung đột là một cuộc cạnh tranh (Các cuộc thi bao gồm đua xe và trượt băng nghệ thuật). Tuy nhiên, nếu các cuộc tấn công được cho phép, thì cuộc xung đột được coi là một trò chơi.

Do đó, định nghĩa của Crawford có thể hiển thị là: một hoạt động tương tác, hướng đến mục tiêu, thực hiện để kiếm tiền, với các tác nhân tích cực để chơi với nhau, trong đó người chơi (bao gồm các tác nhân tích cực) có thể can thiệp lẫn nhau.
Tuy nhiên, các định nghĩa khác cũng như lịch sử cho thấy rằng giải trí và trò chơi không nhất thiết phải được thực hiện để thu lợi nhuận.

### Các định nghĩa khác
- "Trò chơi là một hệ thống trong đó người chơi tham gia vào một cuộc xung đột nhân tạo, được xác định bởi các quy tắc, dẫn đến một kết quả có thể định lượng được." (Katie Salen và Eric Zimmerman)[9]
- "Trò chơi là một hình thức nghệ thuật, trong đó những người tham gia, được gọi là người chơi, đưa ra quyết định để quản lý tài nguyên thông qua các thẻ trò chơi để theo đuổi mục tiêu." (Greg Costikyan)[10] Theo định nghĩa này, một số "trò chơi" không liên quan đến lựa chọn, chẳng hạn như Chutes and Ladders, Candy Land và War thì về mặt kỹ thuật không hẳn là trò chơi, cũng không phải máy đánh bạc.
- "Trò chơi là một hoạt động giữa hai hoặc nhiều người ra quyết định độc lập nhằm đạt được mục tiêu của họ trong một số bối cảnh hạn chế." (Clark C. Abt)[11]
- "Ở cấp độ sơ đẳng nhất, chúng ta có thể định nghĩa trò chơi là một bài tập của các hệ thống điều khiển tự nguyện, trong đó có sự đối lập giữa các lực lượng, bị giới hạn bởi một thủ tục và quy tắc để tạo ra một kết quả phi nghĩa." (Elliot Avedon và Brian Sutton-Smith)[12]
- "Trò chơi là một hình thức vui chơi có mục tiêu và cấu trúc." (Kevin J. Maroney)[13]
- "Chơi một trò chơi là tham gia vào hoạt động hướng tới việc đưa ra một trạng thái cụ thể, chỉ sử dụng các phương tiện mà các quy tắc cụ thể cho phép, các phương tiện này có phạm vi hạn chế hơn so với khi không có quy tắc, và lý do duy nhất để chấp nhận giới hạn là nhằm để thực hiện hoạt động đó." (Bernard Suits)[14]
- "Khi bạn loại bỏ sự khác biệt về thể loại và sự phức tạp về công nghệ, tất cả các trò chơi đều chia sẻ bốn đặc điểm xác định: mục tiêu, quy tắc, hệ thống phản hồi và sự tham gia tự nguyện." (Jane McGonigal)[15]

## Các yếu tố và phân loại trò chơi
Trò chơi có thể được đặc trưng bởi "những gì người chơi sẽ làm". Đây thường được gọi là lối chơi (gameplay). Các yếu tố quan trọng chính được xác định trong bối cảnh này là các công cụ và quy tắc xác định bối cảnh tổng thể của trò chơi.

### Dụng cụ

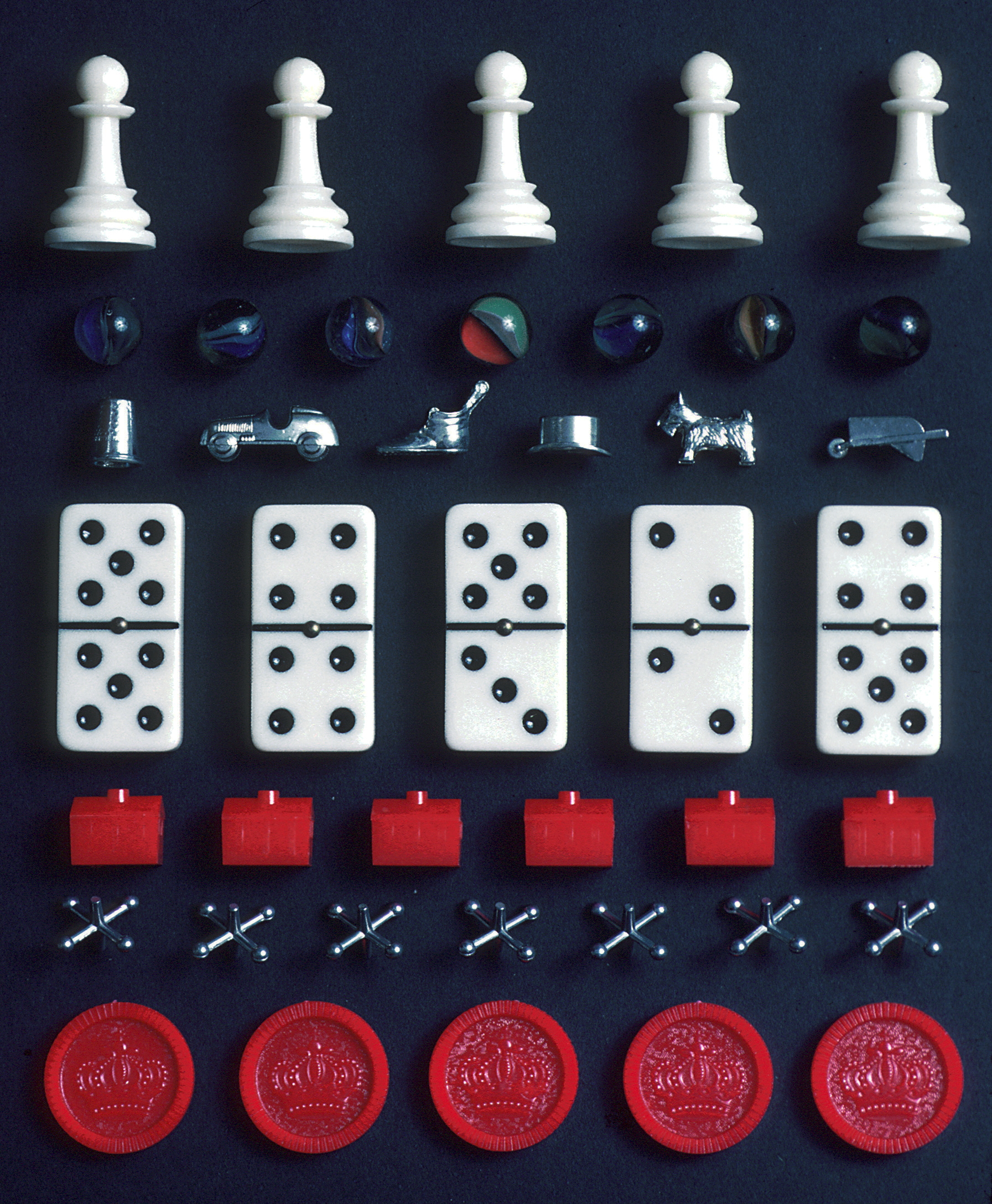
Một lựa chọn các thành phần từ các trò chơi khác nhau. Từ trên: tốt trong cờ vua, viên bi, vật đánh dấu trong Monopoly, domino, khách sạn trong Monopoly, quân trò jack và cờ đam.

Trò chơi thường được phân loại theo các thành phần cần thiết để chơi chúng (ví dụ như tiểu cảnh, một quả bóng, thẻ, bảng và các mảnh ghép hoặc máy tính). Ở những nơi mà việc sử dụng da được phổ biến, bóng đã là một trò chơi phổ biến trong suốt lịch sử được ghi lại, dẫn đến sự phổ biến trên toàn thế giới của các trò chơi bóng như bóng bầu dục, bóng rổ, bóng đá, cricket, quần vợt và bóng chuyền. Các công cụ khác mang phong cách riêng cho một khu vực nhất định. Nhiều quốc gia ở châu Âu, ví dụ, có sàn tiêu chuẩn duy nhất của chơi bài. Các trò chơi khác như cờ vua có thể được bắt nguồn chủ yếu thông qua sự phát triển và tiến hóa của các quân cờ của nó.
Nhiều công cụ trò chơi là các mảnh đánh dấu hay mã thông báo, có nghĩa là nó là đại diện cho những thứ khác. Mã thông báo có thể là một con tốt trên bàn cờ, tiền chơi hoặc một vật phẩm vô hình như điểm được ghi.
Các trò chơi như trốn tìm hoặc đuổi bắt không sử dụng bất kỳ công cụ rõ ràng nào; đúng hơn, tính tương tác của chúng được xác định bởi môi trường. Các trò chơi có quy tắc giống nhau hoặc tương tự có thể có cách chơi khác nhau nếu môi trường bị thay đổi. Ví dụ, trò chơi trốn tìm trong trường học khác với trò chơi tương tự trong công viên; một cuộc đua ô tô có thể hoàn toàn khác nhau tùy thuộc vào đường đua hoặc đường phố, ngay cả với những chiếc xe giống nhau.

### Quy tắc và mục tiêu
Trong khi các trò chơi thường được đặc trưng bởi các công cụ của chúng, chúng thường được xác định bởi các quy tắc. Trong khi các quy tắc có thể thay đổi và phụ thuộc vào các biến thể đặc thù, thay đổi đủ nhiều trong các quy tắc chơi thường dẫn đến một trò chơi "mới". Ví dụ, bóng chày có thể được chơi với bóng chày "thực" hay với wiffleball. Tuy nhiên, nếu người chơi quyết định chơi chỉ với ba base, họ được cho là đang chơi một trò chơi khác. Có những ngoại lệ cho điều này là một số trò chơi cố tình liên quan đến việc thay đổi các quy tắc của riêng họ, nhưng ngay cả khi đó vẫn thường có những luật meta bất biến.
Các quy tắc thường xác định hệ thống giữ thời gian, quyền và trách nhiệm của người chơi và mục tiêu của mỗi người chơi. Quyền của người chơi có thể bao gồm khi họ có thể sử dụng tài nguyên hoặc di chuyển mã thông báo.
Các quy tắc của một trò chơi phải được phân biệt với mục đích của nó. Đối với hầu hết các trò chơi cạnh tranh, 'mục tiêu' cuối cùng là chiến thắng: theo nghĩa này, cờ tướng là mục tiêu của cờ vua. Các điều kiện chiến thắng phổ biến là đầu tiên tích lũy được một hạn ngạch điểm hoặc mã thông báo nhất định (như trong Settlers of Catan), có số lượng mã thông báo lớn nhất vào cuối trò chơi (như trong Monopoly) hoặc một số mối quan hệ của trò chơi của một người với những của đối thủ của một người (như trong chiếu hết của cờ vua). Tuy nhiên, khi nói về mục tiêu của trò chơi, có thể cũng đề cập đến mục tiêu trung gian: những việc người phải làm để giành chiến thắng trong trò chơi. Ví dụ, mục tiêu trung gian trong bóng đá là ghi bàn, bởi vì ghi bàn sẽ làm tăng khả năng giành chiến thắng trong trò chơi (nhưng một mình việc ghi bàn thì không đủ để giành chiến thắng trong bóng đá).
Mục tiêu không chỉ là một loại quy tắc 'đặc biệt': sự khác biệt giữa các quy tắc của trò chơi và mục đích của trò chơi là điều cơ bản. Có thể thấy điều này bằng cách xem xét một số ví dụ. Mục đích của cờ vua là để kiểm tra đối thủ, nhưng mặc dù kỳ vọng rằng các người chơi sẽ cố gắng kiểm tra lẫn nhau, nhưng nó không phải là quy tắc của cờ vua mà một người chơi phải kiểm tra người chơi kia bất cứ khi nào anh ta có thể không tận dụng cơ hội để làm như vậy). Tương tự, nó không phải là một quy tắc bóng đá rằng một cầu thủ phải ghi bàn thắng nếu anh ta sút phạt (đó chỉ là dự kiến, và không bắt buộc, anh ta sẽ cố gắng). Ở cấp độ chung, sự phân biệt giữa các quy tắc và mục đích của trò chơi có thể được mô tả như sau: mục đích xác định điều kiện đủ để hành động thành công, trong khi quy tắc xác định điều kiện cần thiết để hành động được phép. Mặc dù việc đạt được mục tiêu thường đòi hỏi một mức độ kỹ năng nhất định và (trong một số trường hợp) may mắn, việc tuân theo các quy tắc của trò chơi chỉ đơn thuần là yêu cầu kiến thức về các quy tắc và một số nỗ lực cẩn thận để tuân theo chúng; hiếm khi (nếu có) đòi hỏi may mắn hoặc đòi hỏi kỹ năng.

### Kỹ năng, chiến lược và cơ hội
Các công cụ và quy tắc của trò chơi sẽ dẫn đến việc đòi hỏi kỹ năng, chiến lược, may mắn hoặc sự kết hợp của chúng và được phân loại tương ứng.
Trò chơi kỹ năng bao gồm các trò chơi kỹ năng thể chất, chẳng hạn như đấu vật, kéo co, nhảy lò cò, bắn mục tiêu, đặt cược và các trò chơi kỹ năng trí óc như cờ caro và cờ vua. Trò chơi chiến lược bao gồm cờ, cờ vua, Go, arimaa, và tic-tac-toe, và thường đòi hỏi thiết bị đặc biệt để chơi chúng. Các trò chơi may rủi bao gồm các trò chơi cờ bạc (blackjack, Mạt chược, roulette, v.v.), cũng như rắn và thang và oẳn tù tì, kéo; hầu hết yêu cầu thiết bị như thẻ hoặc xúc xắc. Tuy nhiên, hầu hết các trò chơi đều chứa hai hoặc cả ba yếu tố này. Ví dụ, bóng đá Mỹ và bóng chày liên quan đến cả hai kỹ năng vật lý và chiến lược trong khi tiddlywinks, chơi poker, và Monopoly kết hợp chiến lược và cơ hội. Nhiều trò chơi thẻ và bảng kết hợp cả ba; hầu hết các trò chơi đánh lừa liên quan đến kỹ năng trí óc, chiến lược và yếu tố may rủi, cũng như nhiều trò chơi hội đồng chiến lược như Risk, Settlers of Catan và Carcassonne.

### Trò chơi một người chơi
Hầu hết các trò chơi yêu cầu nhiều người chơi. Tuy nhiên, trò chơi một người chơi là duy nhất đối với loại thử thách mà người chơi phải đối mặt. Không giống như một trò chơi có nhiều người chơi cạnh tranh hoặc chống lại nhau để đạt được mục tiêu của trò chơi, trò chơi một người chơi là trận chiến chỉ chống lại một yếu tố của môi trường (đối thủ nhân tạo), chống lại kỹ năng của chính mình, chống lại thời gian hoặc chống lại sự may rủi. Chơi yo-yo hoặc chơi quần vợt dựa vào tường thường không được công nhận là chơi một trò chơi do không có bất kỳ sự chống đối ghê gớm nào. Nhiều trò chơi được mô tả là "một người chơi" có thể được gọi là câu đố hoặc trò giải trí thực sự.

### Trò chơi nhiều người chơi

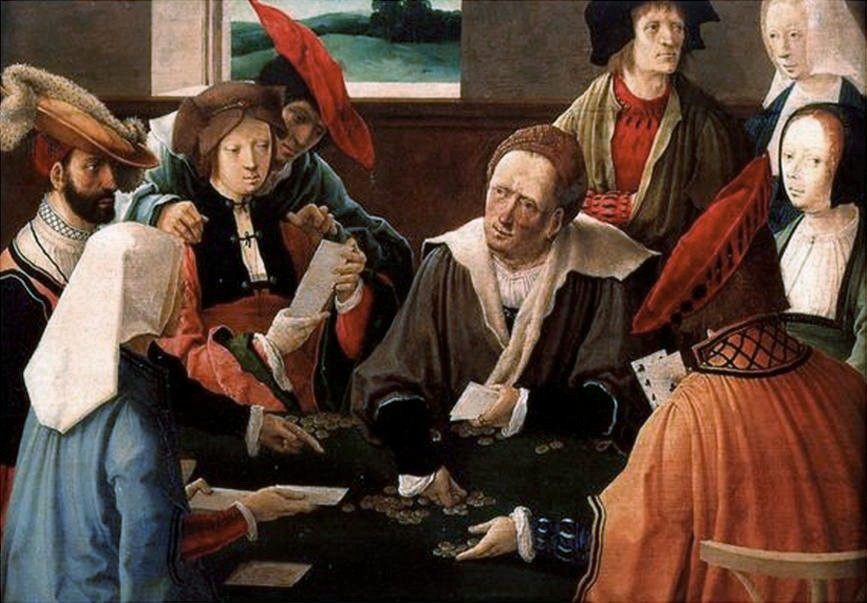
Những người chơi bài của Lucas van Leyden (1520) mô tả một trò chơi bài nhiều người chơi.

Trò chơi nhiều người chơi là trò chơi của một số người chơi có thể là đối thủ hoặc đội độc lập. Các trò chơi có nhiều người chơi độc lập khó phân tích chính thức bằng lý thuyết trò chơi vì các người chơi có thể hình thành và chuyển đổi liên minh. Thuật ngữ "trò chơi" trong ngữ cảnh này có thể có nghĩa là một trò chơi thực sự được chơi để giải trí hoặc một hoạt động cạnh tranh có thể mô tả về nguyên tắc bằng lý thuyết trò chơi toán học.

#### Lý thuyết trò chơi
John Nash đã chứng minh rằng các trò chơi có nhiều người chơi có một giải pháp ổn định với điều kiện không được phép liên minh giữa những người chơi với nhau. Nash đã giành giải Nobel kinh tế cho kết quả quan trọng này, nó mở rộng lý thuyết của von Neumann về trò chơi có tổng bằng không. Lời giải ổn định của Nash được gọi là cân bằng Nash.
Nếu sự hợp tác giữa những người chơi được cho phép, thì trò chơi trở nên phức tạp hơn; nhiều khái niệm đã được phát triển để phân tích các trò chơi như vậy. Trong khi những điều này đã thành công một phần trong các lĩnh vực kinh tế, chính trị và xung đột, thì vẫn chưa có lý thuyết chung tốt nào được phát triển.
Trong lý thuyết trò chơi lượng tử, người ta thấy rằng việc đưa thông tin lượng tử vào các trò chơi nhiều người chơi cho phép một kiểu chiến lược cân bằng mới không có trong các trò chơi truyền thống. Sự vướng mắc trong các lựa chọn của người chơi có thể ảnh hưởng đến hợp đồng bằng cách ngăn cản người chơi thu lợi từ những gì được gọi là phản bội.

## Phân loại

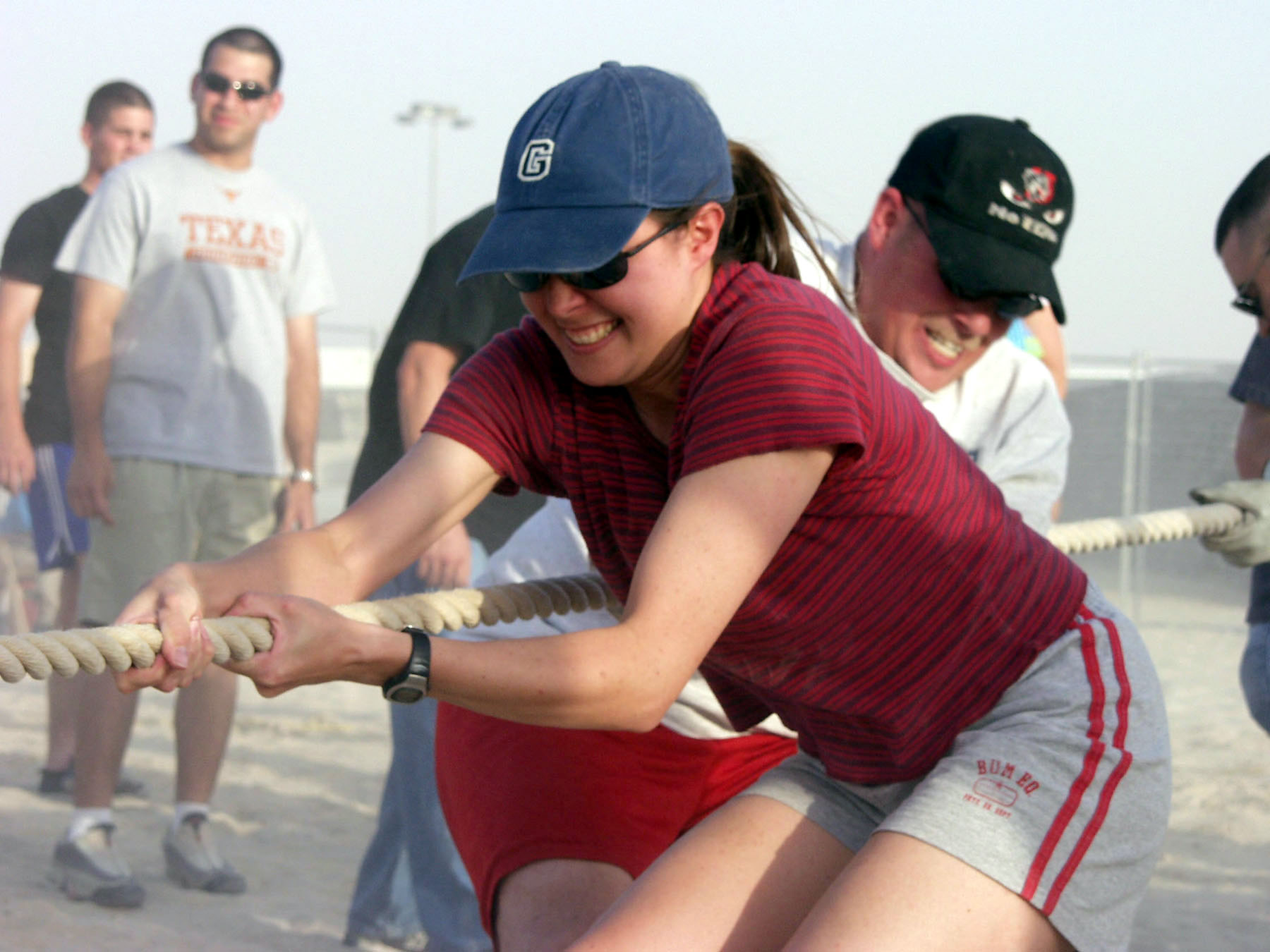
Kéo co là một trò chơi đơn giản với những dụng cụ dễ tìm.

Trò chơi có thể có nhiều hình thức khác nhau, từ thể thao cạnh tranh đến trò chơi trên bàn và trò chơi điện tử.

### Thể thao

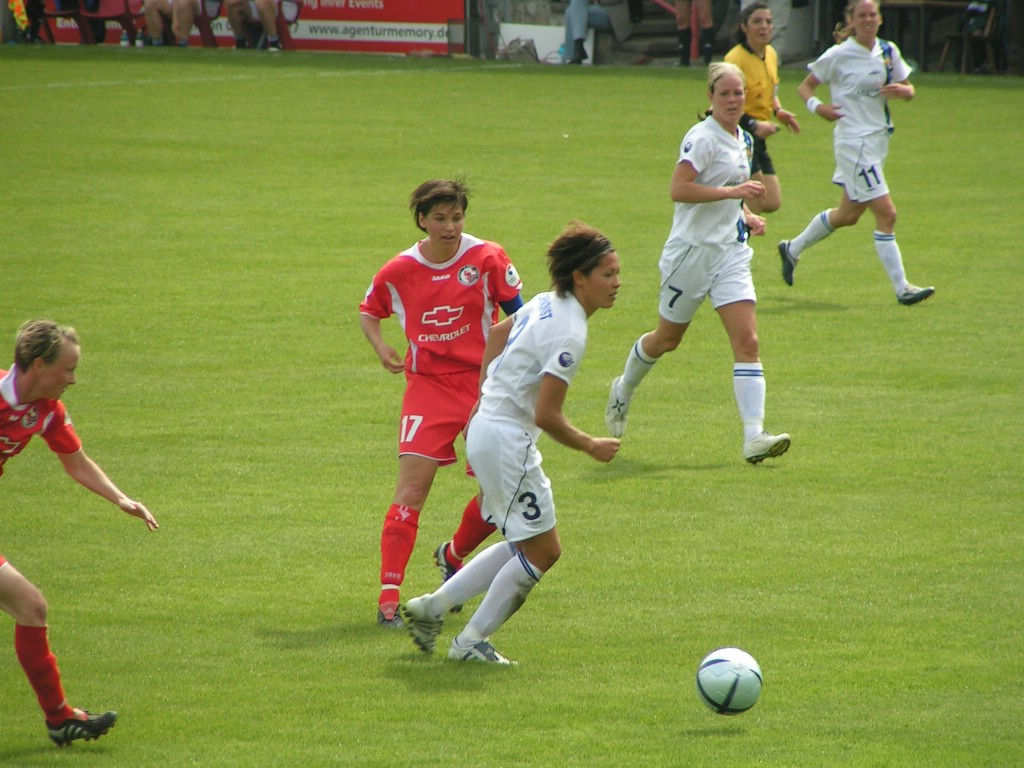
Bóng đá là một môn thể thao phổ biến trên toàn thế giới.

Nhiều môn thể thao yêu cầu thiết bị đặc biệt và sân chơi chuyên dụng, dẫn đến sự tham gia của một cộng đồng lớn hơn nhiều so với nhóm người chơi. Thành phố hoặc thị trấn có thể dành riêng những nguồn lực để tổ chức các giải đấu thể thao.
Các môn thể thao phổ biến có thể có khán giả giải trí chỉ bằng cách xem các trò chơi. Một cộng đồng thường sẽ tự liên kết với một đội thể thao địa phương được cho là đại diện cho nó (ngay cả khi đội hoặc hầu hết các cầu thủ của họ chỉ mới chuyển đến gần đây); họ thường liên kết với đối thủ của họ hoặc có sự ganh đua truyền thống. Khái niệm về fandom bắt đầu từ những người hâm mộ thể thao.
Một số môn thể thao cạnh tranh nhất định, chẳng hạn như đua xe và thể dục dụng cụ, không phải là trò chơi theo định nghĩa như Crawford's (xem ở trên) - mặc dù bao gồm nhiều người trong Thế vận hội Olympic - bởi vì đối thủ cạnh tranh không tương tác với đối thủ của họ; họ chỉ đơn giản là thách thức nhau theo những cách gián tiếp.

#### Trò chơi trên bãi cỏ
Trò chơi trên bãi cỏ là trò chơi ngoài trời có thể chơi trên bãi cỏ; diện tích cỏ được cắt (hoặc xen kẽ, trên đất đã được cấp phối) thường nhỏ hơn sân thể thao (sân cỏ). Các biến thể của nhiều trò chơi truyền thống được chơi trên sân thể thao được bán trên thị trường là "trò chơi trên bãi cỏ" để sử dụng trong nhà ở sân trước hoặc sân sau. Các trò chơi trên bãi cỏ phổ biến bao gồm đánh horseshoes, sholf, croquet, bocce, bocce và stake.

### Trò chơi trên bàn
Trò chơi trên bàn là một trò chơi mà các yếu tố của trò chơi được giới hạn trong một khu vực nhỏ và ít cần gắng sức thể chất, thường chỉ đơn giản là đặt, nhặt và di chuyển các mảnh trò chơi. Hầu hết các trò chơi này được chơi tại một bàn mà người chơi ngồi xung quanh và đặt các yếu tố của trò chơi. Tuy nhiên, nhiều trò chơi thuộc thể loại này, đặc biệt là các trò chơi tiệc tùng, có hình thức chơi tự do hơn và có thể liên quan đến hoạt động thể chất như kịch câm. Tuy nhiên, những trò chơi này không yêu cầu diện tích lớn để chơi chúng, một lượng lớn sức mạnh hoặc khả năng chịu đựng, hoặc thiết bị chuyên dụng khác với những thứ đi kèm được đặt trong hộp.

#### Trò chơi khéo léo và phối hợp
Loại trò chơi này bao gồm bất kỳ trò chơi nào trong đó yếu tố kỹ năng liên quan đến sự khéo léo bằng tay hoặc phối hợp tay mắt, nhưng loại trừ loại trò chơi điện tử (xem bên dưới). Các trò chơi như bóng đá giấy, và Jenga chỉ cần thiết bị rất di động hoặc ứng biến và có thể chơi trên bất kỳ bề mặt bằng phẳng, trong khi ví dụ khác, chẳng hạn như pinball, bida, khúc côn cầu trên không khí, bi lắc, và hockey trên bàn đòi hỏi bàn chuyên dụng hoặc các mô-đun độc lập để có thể chơi. Sự ra đời của các hệ thống trò chơi điện tử tại nhà đã thay thế phần lớn những hệ thống này, chẳng hạn như khúc côn cầu trên bàn, tuy nhiên khúc côn cầu trên không, bi-a, bi-a và bi lắc vẫn là những thiết bị phổ biến trong các phòng trò chơi tư nhân và công cộng. Những trò chơi này và những trò chơi khác, vì chúng đòi hỏi phản xạ và phối hợp, thường được thực hiện kém hơn bởi những người say nhưng không có khả năng dẫn đến thương tích vì điều này; vì vậy các trò chơi phổ biến như trò chơi uống rượu. Ngoài ra, các trò chơi uống rượu chuyên dụng như quarters và bia pong cũng liên quan đến sự phối hợp thể chất và phổ biến vì những lý do tương tự.

#### Trò chơi trên bảng

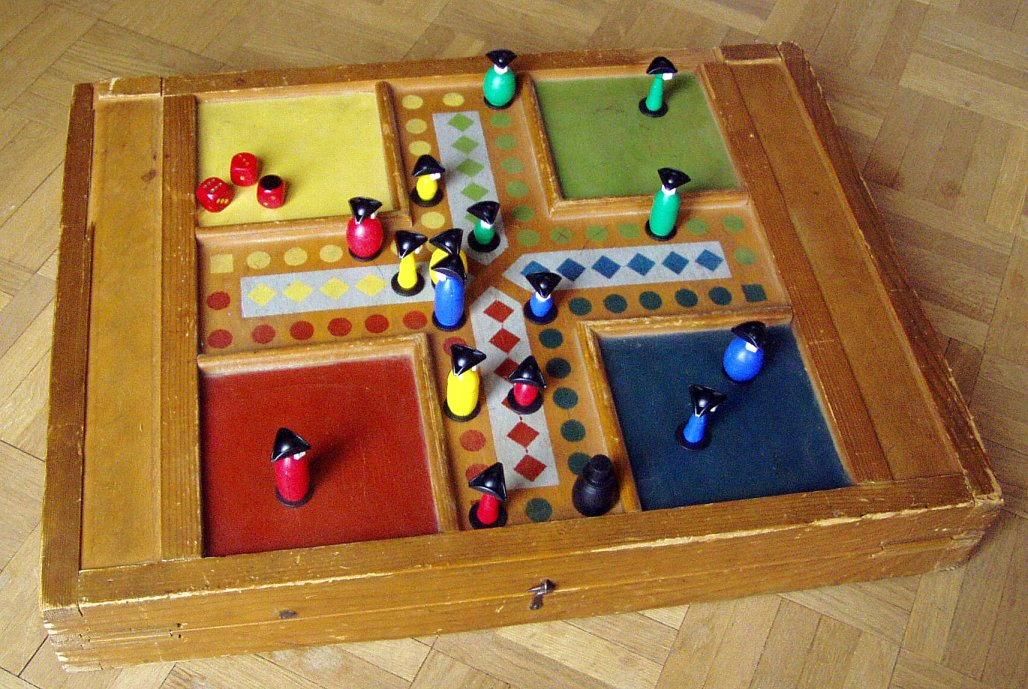
Parcheesi (tương tự cờ cá ngựa) là một chuyển thể của Mỹ từ Pachisi, có nguồn gốc ở Ấn Độ.

Trò chơi trên bàn cờ/bảng sử dụng một tấm bảng như một công cụ trung tâm, trên đó trạng thái, tài nguyên và tiến trình của người chơi được theo dõi bằng cách sử dụng các mã thông báo vật lý. Nhiều người cũng liên quan đến xúc xắc hoặc thẻ. Hầu hết các trò chơi mô phỏng chiến tranh là trò chơi trên bàn cờ (mặc dù một số lượng lớn trò chơi điện tử đã được tạo ra để mô phỏng chiến đấu chiến lược) và bàn cờ có thể là một bản đồ trên đó các thẻ của người chơi di chuyển. Hầu như tất cả các trò chơi hội đồng đều liên quan đến cách chơi "theo lượt"; một người chơi suy nghĩ và sau đó thực hiện một bước đi, sau đó người chơi tiếp theo cũng làm như vậy và một người chơi chỉ có thể thực hiện trong lượt của họ. Điều này trái ngược với chơi "thời gian thực" như được tìm thấy trong một số trò chơi bài, hầu hết các môn thể thao và hầu hết các trò chơi điện tử.
Một số trò chơi, chẳng hạn như cờ vua và cờ vây, là hoàn toàn xác định, chỉ dựa vào các yếu tố chiến lược quan tâm của họ. Những trò chơi như vậy thường được mô tả là có " thông tin hoàn hảo "; ẩn số duy nhất là quá trình suy nghĩ chính xác của đối thủ, không phải là kết quả của bất kỳ sự kiện không xác định nào vốn có trong trò chơi (chẳng hạn như một lá bài rút hoặc cuộn chết). Mặt khác, các trò chơi dành cho trẻ em có xu hướng dựa trên sự may rủi, với các trò chơi như Candy Land, Chutes and Ladders hầu như không phải đưa ra quyết định nào. Theo một số định nghĩa, chẳng hạn như định nghĩa của Greg Costikyan, chúng không phải là trò chơi vì không có quyết định nào ảnh hưởng đến kết quả. Nhiều trò chơi khác liên quan đến độ may rủi cao không cho phép các cuộc tấn công trực tiếp giữa các đối thủ; sự kiện ngẫu nhiên chỉ đơn giản là xác định được hoặc mất vị thế của người chơi hiện tại trong trò chơi, độc lập với bất kỳ người chơi nào khác; sau đó "trò chơi" thực sự là một "cuộc đua" bởi các định nghĩa như của Crawford.
Hầu hết các trò chơi board khác đều kết hợp yếu tố chiến lược và may mắn; trò chơi backgammon yêu cầu người chơi quyết định nước đi chiến lược tốt nhất dựa trên việc tung hai viên xúc xắc. Trò chơi đố vui có rất nhiều sự ngẫu nhiên dựa trên các câu hỏi mà một người nhận được. Các trò chơi board kiểu Đức đáng chú ý vì thường ít mang yếu tố may mắn hơn nhiều so với board game thông thường.
Các nhóm trò chơi trên bàn cờ/bảng bao gồm trò chơi đua xe, trò chơi đổ xúc xắc và di chuyển, trò chơi chiến lược trừu tượng, trò chơi chữ và trò chơi chiến tranh, cũng như trò đố vui và các yếu tố khác. Một số trò chơi trên bàn cờ được chia thành nhiều nhóm hoặc kết hợp các yếu tố của các thể loại khác: Cranium là một ví dụ phổ biến, nơi người chơi phải thành công trong từng kỹ năng trong số bốn kỹ năng: nghệ thuật, biểu diễn trực tiếp, đố vui và ngôn ngữ.

#### Trò chơi bài

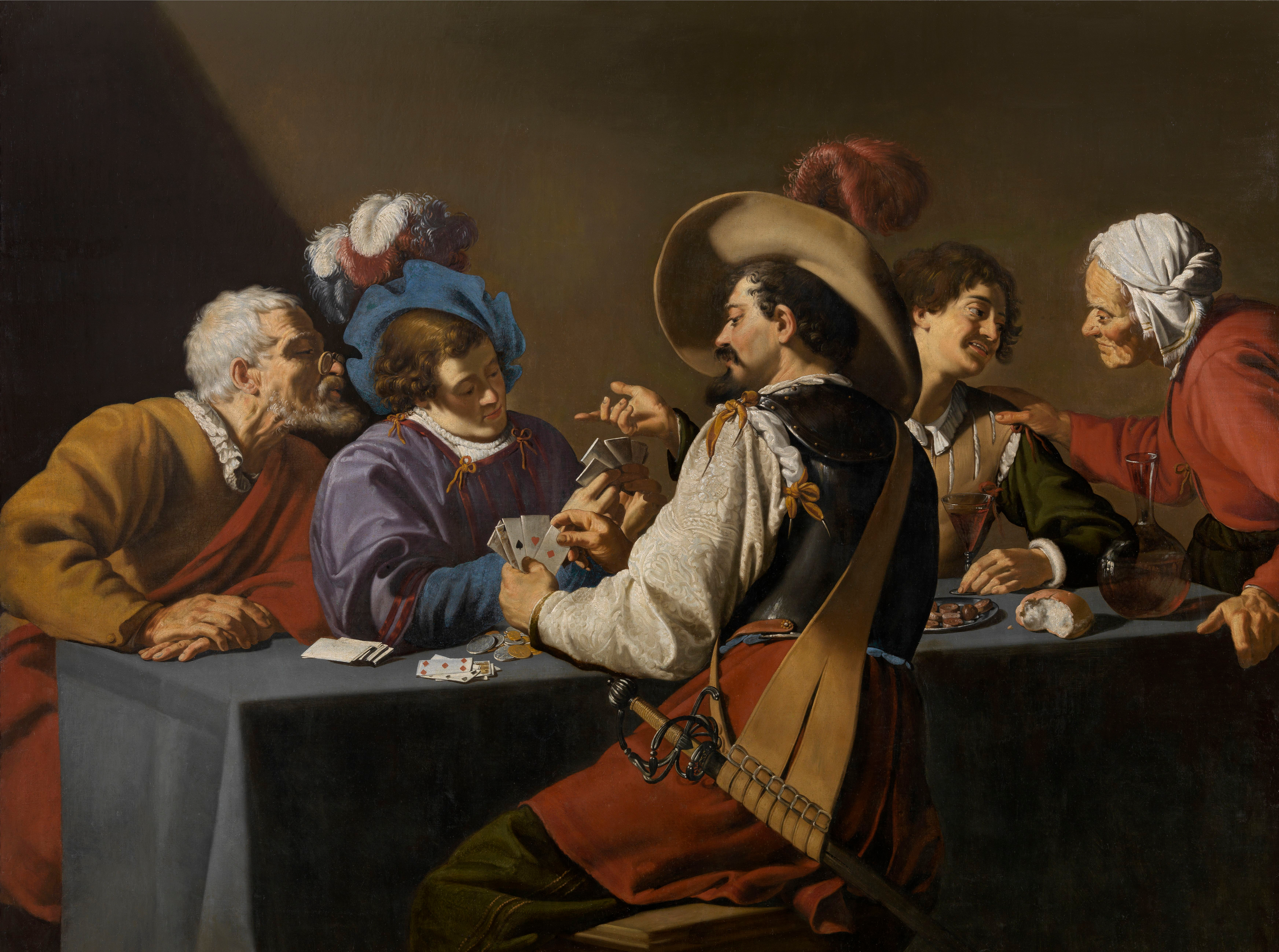
Chơi bài, tranh của Theodoor Rombouts, thế kỷ 17

Trò chơi bài sử dụng một bộ bài làm công cụ trung tâm của chúng. Các thẻ này có thể là một tiêu chuẩn Anh-Mỹ (52 thẻ) boong chơi bài (ví dụ như đối với cầu, chơi poker, Rummy, vv), một cỗ khu vực sử dụng 32, 36 hoặc 40 các lá bài và các dấu hiệu phù hợp khác nhau (chẳng hạn như trò chơi trượt ván phổ biến của Đức), bộ bài tarot gồm 78 lá (được sử dụng ở Châu Âu để chơi nhiều trò chơi đánh lừa được gọi chung là trò chơi Tarot, Tarock hoặc Tarocchi) hoặc một bộ bài cụ thể cho từng trò chơi (chẳng hạn như Set hoặc 1000 Thẻ trắng trống). Uno và Rook là ví dụ về các trò chơi ban đầu được chơi với bộ bài tiêu chuẩn và sau đó đã được thương mại hóa với bộ bài tùy chỉnh. Một số trò chơi bài sưu tầm như Magic: The Gathering được chơi với một số bộ bài nhỏ đã được thu thập hoặc mua riêng lẻ từ các bộ lớn có sẵn.
Một số trò chơi trên bàn cờ bao gồm một bộ bài như một yếu tố trò chơi, thường là để ngẫu nhiên hóa hoặc để theo dõi tiến trình trò chơi. Ngược lại, một số trò chơi bài như Cribbage sử dụng một bảng với các thẻ di động, thông thường để ghi số điểm của người chơi. Sự khác biệt giữa hai thể loại trong những trường hợp như vậy phụ thuộc vào yếu tố nào của trò chơi là quan trọng nhất trong cách chơi; một trò chơi hội đồng sử dụng thẻ cho các hành động ngẫu nhiên thường có thể sử dụng một số phương pháp ngẫu nhiên khác, trong khi Cribbage có thể dễ dàng được ghi trên giấy. Các yếu tố này khi được sử dụng chỉ đơn giản là các phương pháp truyền thống và dễ dàng nhất để đạt được mục đích của chúng.

#### Trò chơi xúc xắc

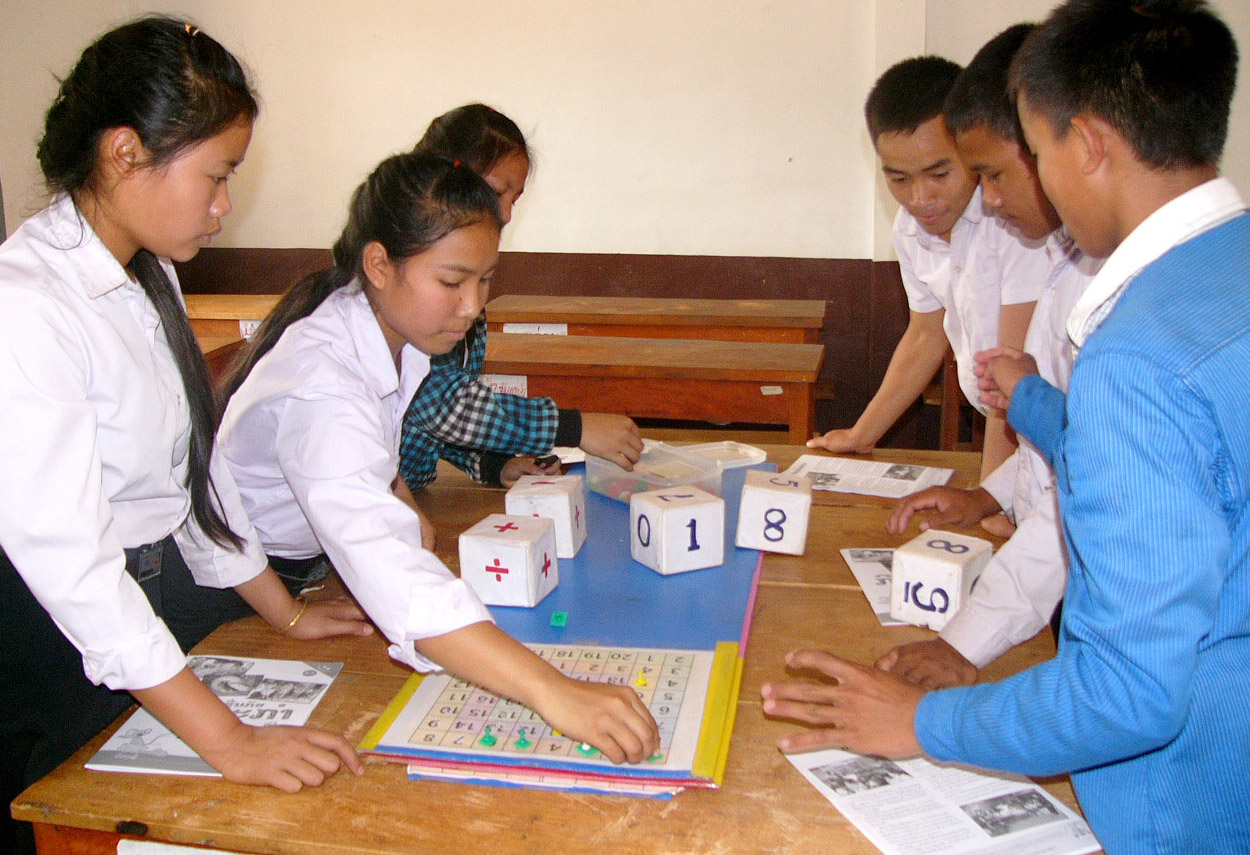
Học sinh sử dụng xúc xắc để nâng cao kỹ năng làm toán. Họ tung ba con xúc xắc, sau đó sử dụng các phép toán cơ bản để kết hợp chúng thành một số mới mà chúng có trên bảng. Mục tiêu là để chiếm bốn ô vuông trong hàng.

Trò chơi xúc xắc sử dụng một số viên xúc xắc làm yếu tố trung tâm của chúng. Các trò chơi trên bàn cờ thường sử dụng xúc xắc cho một yếu tố ngẫu nhiên, và do đó, mỗi lần tung xúc xắc có tác động sâu sắc đến kết quả của trò chơi, tuy nhiên các trò chơi xúc xắc khác biệt ở chỗ xúc xắc không quyết định sự thành bại của một số yếu tố khác của trò chơi; thay vào đó chúng là chỉ báo trung tâm về vị trí của người đó trong trò chơi. Các trò chơi xúc xắc phổ biến bao gồm Yahtzee, Farkle, Bunco, Liar's dice / Perudo và Poker dice. Vì bản chất của xúc xắc, được thiết kế để tạo ra các số dường như ngẫu nhiên, các trò chơi này thường liên quan đến mức độ may mắn cao, có thể được hướng dẫn ở một mức độ nào đó bởi người chơi thông qua các yếu tố chơi chiến lược hơn và thông qua các nguyên lý của lý thuyết xác suất. Các trò chơi như vậy phổ biến như trò chơi cờ bạc; trò chơi Craps có lẽ là ví dụ nổi tiếng nhất, mặc dù xúc xắc của Liar và Poker ban đầu được coi là trò chơi cờ bạc.

#### Domino và các trò chơi xếp quân
Trò chơi Domino tương tự như trò chơi bài, nhưng thiết bị chung thay vào đó là một bộ ô xếp được gọi là domino, theo truyền thống, mỗi ô có hai đầu, mỗi đầu có một số chấm nhất định hoặc "pips" và mỗi kết hợp có thể có hai đầu. giá trị kết thúc khi nó xuất hiện trên một ô là duy nhất trong tập hợp. Các trò chơi chơi với domino chủ yếu xoay quanh việc chơi domino từ "tay" của người chơi vào đầu khớp của một domino khác và mục tiêu tổng thể có thể là luôn có thể chơi, làm cho tất cả các điểm cuối mở tổng thành một số nhất định hoặc nhiều, hoặc đơn giản là chơi tất cả các quân cờ domino từ tay của một người lên bàn cờ. Các bộ khác nhau về số lượng các chấm có thể có trên một đầu, và do đó về số lượng kết hợp và các mảnh; bộ phổ biến nhất trong lịch sử là bộ đôi sáu, mặc dù trong thời gian gần đây các bộ "mở rộng" như bộ chín kép đã được giới thiệu để tăng số lượng quân cờ domino có sẵn, cho phép bàn tay lớn hơn và nhiều người chơi hơn trong một trò chơi. Muggins, Tàu hỏa Mexico và Chân gà là những trò chơi domino rất phổ biến. Texas 42 là một trò chơi domino giống với cách chơi của nó hơn một trò chơi bài "ăn gian".
Các biến thể của quân cờ domino truyền thống có rất nhiều: Về lý thuyết, các quân cờ triomino tương tự nhau nhưng có hình tam giác và do đó có ba giá trị trên mỗi ô. Tương tự như vậy, một trò chơi được gọi là Quad-Ominos sử dụng quân có bốn mặt.
Một số trò chơi khác sử dụng quân như domino  thay cho thẻ; Rummikub là một biến thể của trò chơi thẻ gia đình Rummymà sử dụng gạch đánh số theo thứ hạng tăng dần trong bốn màu sắc, rất giống nhau về bề ngoài để mô tả 2 "gói" thẻ  bộ bài Anh-Mỹ. Mạt chược là một trò chơi khác rất giống với trò Rummy sử dụng một bộ ô xếp có số và hình nghệ thuật giống như thẻ bài.
Cuối cùng, một số trò chơi sử dụng các ô đồ họa để tạo thành một bố cục bảng, trên đó các yếu tố khác của trò chơi được chơi. Settlers of Catan và Carcassonne là những ví dụ. Trong mỗi, "bảng" được tạo thành từ một loạt các ô; trong Settlers of Catan, bố cục bắt đầu là ngẫu nhiên nhưng tĩnh, trong khi ở Carcassonne, trò chơi được chơi bằng cách "xây dựng" bảng từng ô. Hive, một trò chơi chiến lược trừu tượng sử dụng các ô xếp làm quân cờ di chuyển, có các yếu tố cơ học và chiến lược tương tự như cờ vua, mặc dù nó không có bàn cờ; bản thân các mảnh tạo thành bố cục và có thể di chuyển trong đó.

#### Trò chơi bút chì và giấy
Các trò chơi bằng bút chì và giấy yêu cầu ít hoặc không cần thiết bị chuyên dụng nào khác ngoài vật liệu viết, mặc dù một số trò chơi như vậy đã được thương mại hóa dưới dạng trò chơi trên bàn (Scrabble, chẳng hạn, dựa trên ý tưởng về một trò chơi ô chữ, và bộ trò chơi tic-tac-toe với một hộp các ô và các hạt để đặt vào các ô). Các trò chơi này rất khác nhau, từ các trò chơi tập trung vào thiết kế được vẽ như Pictionary và các trò chơi "kết nối các dấu chấm" như sprouts, đến các trò chơi chữ cái và chữ như Boggle và Scattergories, tđến solitaire và các trò chơi giải đố logic như Sudoku và các trò chơi ô chữ.

#### Trò chơi đoán
Trò chơi phỏng đoán có cốt lõi của nó là một phần thông tin mà một người chơi biết, và mục đích là ép người khác đoán phần thông tin đó mà không thực sự tiết lộ nó bằng văn bản hoặc lời nói. Trò chơi đố chữ có lẽ là trò chơi nổi tiếng nhất thuộc loại này, và đã sinh ra nhiều biến thể thương mại liên quan đến các quy tắc khác nhau về loại giao tiếp được đưa ra, chẳng hạn như Catch the Phrase, Taboo, Pictionary, v.v. Thể loại này cũng bao gồm nhiều chương trình trò chơi như Thắng, Thua hoặc Hòa, Mật mã và Kim tự tháp 25.000 đô la.

### Trò chơi điện tử
Trò chơi điện tử là trò chơi được điều khiển bằng máy tính - hoặc bộ vi xử lý. Máy tính có thể tạo không gian ảo cho nhiều loại trò chơi. Một số trò chơi điện tử mô phỏng các đối tượng trò chơi thông thường như thẻ hoặc xúc xắc, trong khi những trò chơi khác có thể mô phỏng môi trường dựa trên thực tế hoặc tưởng tượng trong thiết kế, mỗi trò chơi có bộ quy tắc hoặc mục tiêu riêng.
Máy tính hoặc trò chơi điện tử sử dụng một hoặc nhiều thiết bị đầu vào, thường là tổ hợp nút/phím điều khiển (trên trò chơi arcade); bàn phím, chuột hoặc bi xoay (trò chơi máy tính); hoặc một bộ điều khiển hoặc một công cụ nhạy cảm với chuyển động (trò chơi console). Nhiều thiết bị bí truyền hơn như bộ điều khiển paddle cũng đã được sử dụng để nhập thông tin.
Có nhiều thể loại trò chơi điện tử; trò chơi video thương mại đầu tiên, Pong, là một mô phỏng đơn giản của bóng bàn. Khi sức mạnh xử lý tăng lên, các thể loại mới như trò chơi phiêu lưu và hành động đã được phát triển liên quan đến việc người chơi hướng dẫn một nhân vật từ góc nhìn của người thứ ba thông qua một loạt các chướng ngại vật. Yếu tố "thời gian thực" này không thể dễ dàng tái tạo bằng trò chơi hội đồng, vốn thường bị giới hạn trong chiến lược "theo lượt"; lợi thế này cho phép các trò chơi video mô phỏng các tình huống như chiến đấu thực tế hơn. Ngoài ra, việc chơi trò chơi điện tử không yêu cầu kỹ năng thể chất, sức mạnh hoặc độ nguy hiểm giống như trò chơi thể hiện trong thế giới thực và có thể cung cấp vật lý rất thực tế, phóng đại hoặc bất khả thi, cho phép các yếu tố có tính chất kỳ ảo, trò chơi liên quan đến bạo lực thể chất hoặc mô phỏng các môn thể thao. Cuối cùng, máy tính có thể, với các mức độ thành công khác nhau, có thể mô phỏng một hoặc nhiều đối thủ của con người trong các trò chơi trên bàn truyền thống như cờ vua, dẫn đến việc mô phỏng các trò chơi mà một người chơi có thể chơi được.
Trong mô phỏng máy tính kết thúc mở hơn, còn được gọi là trò chơi kiểu hộp cát, trò chơi cung cấp một môi trường ảo trong đó người chơi có thể tự do làm bất cứ điều gì họ thích trong giới hạn của vũ trụ này. Đôi khi, việc thiếu mục tiêu hoặc đối lập, điều này đã khuấy động một số cuộc tranh luận về việc liệu chúng nên được coi là "trò chơi" hay "đồ chơi". (Crawford đặc biệt đề cập đến SimCity của Will Wright như một ví dụ về đồ chơi.)

#### Trò chơi trực tuyến
Trò chơi trực tuyến đã là một phần của văn hóa từ những ngày đầu tiên của máy tính nối mạng và chia sẻ thời gian. Các hệ thống thương mại ban đầu như Plato ít nhất cũng nổi tiếng rộng rãi về trò chơi cũng như giá trị giáo dục nghiêm túc của chúng. Năm 1958, Tennis for Two thống trị Ngày hội của Du khách và thu hút sự chú ý đến máy hiện sóng dao động tại Phòng thí nghiệm Quốc gia Brookhaven; trong những năm 1980, Xerox PARC chủ yếu được biết đến với Maze War, được cung cấp dưới dạng bản demo thực hành cho khách tham quan.
Trò chơi trực tuyến hiện đại được chơi bằng kết nối Internet; một số có các chương trình khách chuyên dụng, trong khi những chương trình khác chỉ yêu cầu trình duyệt web. Một số trò chơi trình duyệt đơn giản hơn thu hút nhiều nhóm nhân khẩu học chơi game bình thường hơn (đặc biệt là khán giả lớn tuổi), những người chơi rất ít trò chơi điện tử.

### Trò chơi nhập vai
Trò chơi nhập vai, thường được viết tắt là RPG, là một loại trò chơi trong đó người tham gia (thường) đảm nhận vai trò của các nhân vật hành động trong một bối cảnh hư cấu. Các trò chơi nhập vai ban đầu - hoặc ít nhất là những thứ được tiếp thị rõ ràng như vậy - được chơi với một số ít người tham gia, thường là mặt đối mặt và theo dõi sự phát triển của tiểu thuyết bằng bút và giấy. Cùng nhau, những người chơi có thể hợp tác trong một câu chuyện liên quan đến những nhân vật đó; tạo, phát triển và "khám phá" cài đặt; hoặc gián tiếp trải nghiệm một cuộc phiêu lưu bên ngoài giới hạn của cuộc sống hàng ngày. Các trò chơi nhập vai bằng bút và giấy bao gồm, chẳng hạn như Dungeons & Dragons và GURPS.
Thuật ngữ trò chơi nhập vai cũng đã được sử dụng bởi ngành công nghiệp trò chơi điện tử để mô tả một thể loại trò chơi điện tử. Đây có thể là các trò chơi một người chơi trong đó một người chơi trải nghiệm môi trường và câu chuyện được lập trình hoặc chúng có thể cho phép người chơi tương tác thông qua internet. Trải nghiệm thường khá khác biệt so với các game nhập vai truyền thống. Các trò chơi một người chơi bao gồm Final Fantasy, Fable, The Elder Scrolls và Mass Effect. Trò chơi trực tuyến nhiều người chơi, thường được gọi là trò chơi nhập vai trực tuyến nhiều người chơi hoặc MMORPG, bao gồm RuneScape, EverQuest 2, Guild Wars, MapleStory, Anarchy Online và Dofus. Tính đến  năm 2009, MMORPG thành công nhất là World of Warcraft, kiểm soát phần lớn thị trường.

### Trò chơi kinh doanh
Trò chơi kinh doanh có thể có nhiều hình thức khác nhau, từ trò chơi bảng tương tác đến trò chơi tương tác liên quan đến các đạo cụ khác nhau (bóng, dây thừng, vòng, v.v.) và các loại hoạt động khác nhau. Mục đích của các trò chơi này là liên kết đến một số khía cạnh của hiệu suất tổ chức và tạo ra các cuộc thảo luận về cải tiến kinh doanh. Nhiều trò chơi kinh doanh tập trung vào các hành vi tổ chức. Một số trong số này là mô phỏng máy tính trong khi những người khác là thiết kế đơn giản để chơi và phỏng vấn. Xây dựng nhóm là trọng tâm chung của các hoạt động như vậy.

### Mô phỏng
Thuật ngữ "trò chơi" có thể bao gồm mô phỏng hoặc tái hiện các hoạt động khác nhau hoặc sử dụng trong "cuộc sống thực" cho các mục đích khác nhau: ví dụ: đào tạo, phân tích, dự đoán. Ví dụ nổi tiếng là trò chơi chiến tranh và nhập vai. Căn nguyên của ý nghĩa này có thể bắt nguồn từ thời tiền sử của loài người của các trò chơi được nhân loại học suy luận từ việc quan sát các nền văn hóa nguyên thủy, trong đó các trò chơi của trẻ em bắt chước các hoạt động của người lớn ở một mức độ đáng kể: săn bắn, chiến tranh, điều dưỡng, v.v. Những loại trò chơi trên được bảo tồn trong thời hiện đại.

## Một số trò chơi dân gian

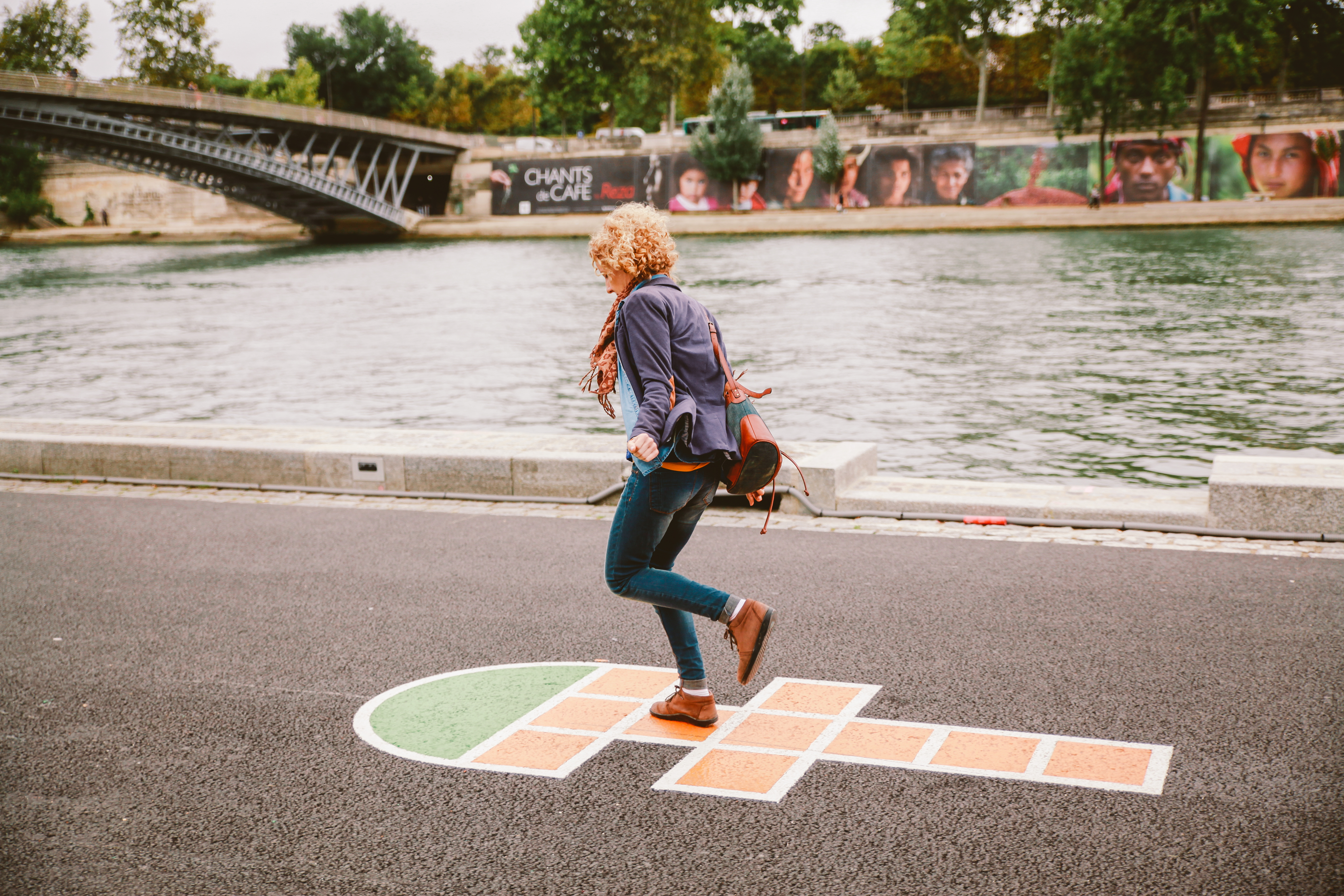
Nhảy lò cò

Nhảy lò cò: Trò chơi này rèn luyện người mới chơi tập trung giữ thăng bằng, nâng cao sự khéo léo và tính toán.
Ô ăn quan: Đây là trò chơi có tính chất chiến thuật thường dành cho hai người chơi và có thể sử dụng các vật liệu đa dạng, dễ kiếm để chuẩn bị cho trò chơi.
Đá cầu: Trò chơi thiếu nhi, học sinh. Quả cầu xưa làm bằng áo bắp ngô có xẻ tua, cốt cầu là một mảnh sành đẽo gọt tròn hoặc là một đồng xu, ngày nay cốt cầu làm bằng nữa, áo cầu bằng vải hoặc lụa. Đá cầu có hai cách chơi, đá bằng chân(phổ biến) hoặc dùng tay đẩy. Kỹ thuật chơi đá cầu bằng chân là đá cả hai chân, chân phải đá bằng má chân, chân trái đá bằng gót chân.
Rượt bắt: hay Mèo bắt chuột. Cách chơi: Tất cả ngồi thành vòng tròn. Một em cầm chiếc khăn đi ngoài vòng tròn, thả khăn sau lưng một em khác sao cho em đó không biết. Đi hết một vòng, nếu em có chiếc khăn sau lưng không biết thì em đó phải đứng lên, còn nếu biết thì đuổi theo em đi ngoài vòng mà đánh nhẹ vào vai cho đến hết vòng trở về vị trí ngồi cũ thì thôi. Còn có cách chơi khác: Cả nhóm(người chơi) oẳn-tù-tì hoặc nhiều ra ít/ít ra nhiều để phân vai người bị(người rượt), em bị phải rượt theo các em khác và đánh nhẹ vào vai bất cứ một người chơi nào khác để đổi vai và cứ thế tiếp tục.
Nhảy dây: trò chơi của các em gái từ 10 - 15 tuổi, 2 người trở lên. Đồ chơi là một cuộn dây thừng có chiều dài bằng 2 lần sải cánh tay. Nhảy đơn là tự mình quăng dây rồi nhảy. Nhảy tập thể là có hai người đứng 2 đầu cầm dây quăng, một người hoặc có thể cả hai ba người nhảy lựa chiều cùng vào rồi nhảy theo chiều dây quăng. Nếu bị vấp tức là phạm lỗi thì phải ra thay cho người cầm dây để trò chơi cứ thế tiếp tục.
Nhảy ô: Trò chơi của trẻ em gái nông thôn. Một viên sỏi to làm cái, 10 viên sỏi nhỏ hơn làm con. Kẻ trên đất một hình chữ nhật, chia dôi hình chữ nhật theo chiều dọc rồi lại chia làm năm phần theo chiều ngang, cả thảy được 10 ô nhỏ. Đặt các viên con vào các ô, nhảy lò cò, dùng ngón chân cái gây viên con lên mu bàn chân rồi nhảy sang ô kế tiếp.
Thả diều: Trò chơi vào dip hè, thu, lúc có nhiều gió. Đồ chơi là các con diều nhiều kiểu khác nhau: bướm, cá, chim,....Dây thả rất dài bằng chỉ tơ, hoặc dây có độ dai cao, một đầu buột vào diều đầu còn lại được quấn gọn vào một cuộn dây, người chơi giữ. Khi thả phải chạy lấy đà, tạo sức lên ban đầu cho diều. trong các cuộc thi thả diều, con diều nào đẹp, lạ kiểu và lên cao hơn thì diều của người đó thắng.